# Ar (Unix)
L'archiver (noto anche come ar) è un tool Unix che mantiene gruppi di file come un unico file di archivio.  Attualmente ar è solitamente utilizzato per creare ed aggiornare solamente file di libreria che il linker usa. Possono essere utilizzati per creare archivi di ogni genere, ma è stato generalmente rimpiazzato dal formato di file tar per scopi che vanno oltre il linking di librerie. ar è incluso come una delle GNU Binutils.

## Esempi
Per esempio, per creare un archivio dai file class1.o, class2.o, class3.o, bisogna usare il seguente comando:
```
ar rcs libclass.a class1.o class2.o class3.o
```

per compilare un programma che dipende da class1.o, class2.o, and class3.o si può fare:
```
cc main.c -L. -lclass
```

invece di:
```
cc main.c class1.o class2.o class3.o 
```

Il parametro -L e -l istruisce il linker per cercare la libreria "libclass.a" nella directory corrente.

## Dettagli sul formato del file
Il formato ar non è mai stato standardizzato, archivi recenti sono basati su un formato comune con due varianti conosciute, BSD e GNU.
Storicamente ci sono state altre varianti che includono AIX (small), AIX (big) e Coherent, variano significativamente dal formato comune.
Gli archivi deb usano il formato comune.
Un file ar inizia con una intestazione globale, seguita da una sezione di intestazione e dati per ogni file immagazzinato nel file ar.
La sezione di dati è allineata su 2 byte, se finisce con un formato dispari si riempie con un "\n".

### Intestazione globale
L'intestazione globale è un singolo campo che contiene la stringa ASCII "!<arch>" seguita da un singolo carattere di controllo LF.

### Intestazione di File
Il formato comune è come segue.
| Field Offset from | Field Offset to | Field Name         | Field Format |
| ----------------- | --------------- | ------------------ | ------------ |
| 0                 | 15              | File name          | ASCII        |
| 16                | 27              | File date          | Decimal      |
| 28                | 33              | Owner ID           | Decimal      |
| 34                | 39              | Group ID           | Decimal      |
| 40                | 47              | File mode          | Octal        |
| 48                | 57              | File size in bytes | Decimal      |
| 58                | 59              | Header magic       | '\n          |

Per colpa delle limitazioni sulla lunghezza e il formato dei file, sia la varianti GNU che BSD utilizzano metodi differenti per raggiungere nomi di file estesi.

#### Variante BSD
Gli ar BSD immagazzinano i nomi dei file estesi piazzando la stringa "#1/" seguita dalla lunghezza del nome del file nel campo del nome del file, e aggiungono il vero nome del file nell'intestazione del file.

#### Variante GNU
Gli ar GNU immagazzinano più nomi di file estesi nella sezione dei dati con il nome "//", questo record si riferisce a intestazioni successive. Una intestazione referenzia un nome di file esteso immagazzinando un "/" seguito da uno spiazzamento decimale all'inizio del nome del file nella sezione dei dati del file esteso.
L'ar GNU usa un '/' per segnare la fine di un nome di file, questo permette l'uso di spazi senza l'uso di un filename esteso.
L'ar GNU usa il nome di file speciale "/ " per far notare che le seguenti informazioni sui dati contengono una tabella di lookup di simboli, che viene usata nelle librerie ar per velocizzarne l'accesso